# Broadwell (microarquitetura)
Broadwell (também conhecido como Rockwell) é o codinome da Intel para o seu die shrink de 14 nanômetros pertencente à microarquitetura Haswell. Ele é um "tick" no modelo tick-tock da Intel para o lançamento de novos chips semicondutores. Diferentemente de antigas iterações tick-tock, a Broadwell não vai substituir completamente a linha completa de processadores da geração passada (Haswell), já que não haverá CPUs de baixo custo baseadas na arquitetura Broadwell.
Para podermos entender o que e o chamado "tick-tock", podemos aqui descrever que o "tick", representa uma microarquitetura utilizando um processo de fabricação novo. Este tipo de microarquitetura não traz grandes mudanças em relação as anteriores, sendo efetuadas pequenos ajustes e melhorias em relação ao anterior. Já o "tock" representa uma microarquitetura completamente nova, utilizando métodos iguais ao do anterior na sua fabricação. Sua intenção é utilizar uma microarquitetura completamente nova depois que o fabricante domine completamente o novo processo de fabricação.
As variantes H e C pertencentes à Broadwell serão usadas em conjunto com os chipsets Intel 9 Series (Z97, H97 e HM97), a modo de manter a compatibilidade retroativa com alguns chipsets Intel 8 Series.
| CPUID code       | 000306D4                                                                                    |
| L1 cache         | 64 KB per core                                                                              |
| L2 cache         | 256 KB per core                                                                             |
| L3 cache         | 2–6 MB (shared)                                                                             |
| L4 cache         | 128 MB of eDRAM (Iris Pro models only)                                                      |
| Created          | 2014                                                                                        |
| Transistors      | 14 nm transistors                                                                           |
| Last level cache | 35 MB                                                                                       |
| Architecture     | Haswell x86                                                                                 |
| Instructions     | MMX, AES-NI, CLMUL, FMA3                                                                    |
| Extensions       | x86-64, Intel 64 SSE, SSE2, SSE3, SSSE3,SSE4, SSE4.1, SSE4.2 AVX, AVX2, TXT, TSX VT-x, VT-d |
| Socket(s)        | LGA 1150 rPGA 947 BGA 1364 LGA 2011-v3                                                      |
| Predecessor      | Ivy Bridge (tick), Haswell (tock)                                                           |
| Successor        | Skylake (tock) Cannonlake (tick)                                                            |
| GPU              | HD 5300, HD 5500, HD 6000 HD 6100, HD 6200, HD Graphics                                     |
| Brand name(s)    | Core i3, Core i5, Core i7, Core M, Celeron, Pentium, Xeon                                   |

## Variantes Esperadas
Os microchips Broadwell, é esperado para ser lançado em três variantes:
- Pacote BGA:
  -  Broadwell-Y: system-on-a-chip (SOC); Classes com projeto de força térmica (TDP, do inglês Thermal Design Power) de 4.5 W e 3.5 W, para tablets e certas implementações de computadores ultrabook. Usa a GPU GT2 e suporta ao máximo 8 GB de memória LPDDR3-1600. Foram os primeiros chips a saírem, no terceiro e quarto trimestre de 2014. São chamados de Core M.[8]
  -  Broadwell-U: SoC; Duas classes diferentes de TDP - 15 W para configurações 2+2 e 2+3 (dois cores com uma GPU GT2 ou GT3), e 28 W para configurações 2+3. Foi projetada para ser usada em placas-mãe com o chipset PCH-LP, feito para as categorias Ultrabook e NUC (Next Unit of Computing) da Intel. Suportam ao máximo 16GB de memória DDR3 e LPDDR3, tendo velocidades máximas DDR1600 e LPDDR3-1867. A configuração 2+2 foi lançada no quarto trimestre de 2014, enquanto a 2+3 foi lançada no primeiro trimestre de 2015. Para os modelos Broadwell-U com modelos 5x00 de GPU integradas, o microchip tem tamanho de 82 mm2 e um total de 1.3 bilhões de transístores, enquanto os modelos com GPUs de modelo 6100 e 6200 tem o tamanho do microchip de 133 mm2 e um total de 1.9 bilhões de transístores.
  -  Broadwell-H: classes TDP 37 W e 47 W para placas-mãe com os microchips HM86, HM87, QM87 e o novo HM97 para sistemas "all in one", placas-mãe mini-ITX form-factor, e outros pequenos formatos semelhantes. Pode vir em duas variantes diferentes, com chips únicos e duplos; os duplos (4 cores, 8 threads) possuem GPUs GT3e e GT2, enquanto os únicos (SoC; 2 cores, 4 threads) possuem GPU GT3e. O máximo de memória suportada é 32 GB de DDR3-1600. Eles serão lançados no segundo trimestre de 2015.

- Soquete LGA 1150:
  -  Broadwell-C: Versão quad-core com gráficos integrados GT3e (Iris Pro 6200) e 128 MB de cache L4 eDRAM, em uma classe TDP de 65 W. Anunciado como retrocompatível com as placas-mãe LGA 1150, projetadas para os processadores Haswell.

- Soquete LGA 2011-v3:
  -  Broadwell-EP: Vendido como Xeon E5-2600 v4 (entre outros), usando uma plataforma para chipsets C610 Wellsburg. Suporta até 18 cores e 36 threads, com um total de 45 MB de cache e 40 slots para placas PCI Express 3.0, com classes TDP de 70-160 W. A velocidade máxima de memória é um quad-channel DDR4-2400.
  -  Broadwell-EX: Plataforma específica para servidores de grande importância crítica. É esperado que o Intel QuickPath Interconnect (QPI) seja atualizado para a versão 1.1, permitindo escalonamento além de sistemas para 8 soquetes. A velocidade máxima de memória é esperada para ser DDR3-1600 e DDR4-3200.[9]

## Extensão de Conjunto de Instruções
O Broadwell introduziu as seguintes extensões de conjunto de instruções:
- Intel ADX: ADOX e ADCX para melhorar a performance de operações de inteiros de precisão arbitrária (bignum).

- RDSEED Para geração de números aleatórios de 16, 32 ou 64 bits, baseada em um stream de entropia de ruídos térmicos, de acordo com a NIST SP 800-90B e 800-90C[12]
- A instrução PREFETCHW[12]

- SMAP (Prevenção de Acesso ao Modo de Surpervisor) - Desabilita, opcionalmente, acesso da memória pertencente ao kernel por memória pertencente ao usuário, com a finalidade de dificultar a exploração de bugs de software.>[12]

## Novas Características
O novo decodificador em hardware de vídeo do Broadwell, Quick Sync Video, adiciona hardware para decodificar vídeos comprimidos usando a técnica VP8. Também, irá ter dois decodificadores bit stream independentes (BSD) que irão processar comandos vídeos em GPUs GT3; Isso permitirá que um BSD faça o encoding ao mesmo tempo que outro BSD faz o decoding.
Também, a GPU integrada do Broadwell agora também suporte Direct3D 11.2, OpenGL 4.3 e OpenCL 2.0. Já está sendo anunciada como pronta para Direct3D 12.

## Lista de Processadores Broadwell

### Processadores Desktop
A Intel relata que esta a preparar o lançamento de uma série de processadores para desktop Broadwell.

### Processadores Mobile
| Target segment | Cores (threads) | Processor branding and model | Processor branding and model | GPU model   | Base frequency | Turbo frequency | Turbo frequency | TDP  | cTDP down       | Graphics clock rate | Graphics clock rate | L3 cache | Release date  | Price (USD) |
| Target segment | Cores (threads) | Processor branding and model | Processor branding and model | GPU model   | Base frequency | Single Core     | Dual Core       | TDP  | cTDP down       | Base                | Max                 | L3 cache | Release date  | Price (USD) |
| -------------- | --------------- | ---------------------------- | ---------------------------- | ----------- | -------------- | --------------- | --------------- | ---- | --------------- | ------------------- | ------------------- | -------- | ------------- | ----------- |
| Mainstream     | 2(4)            | Core i7                      | 5650U                        | HD 6000     | 2.2 GHz        | 3.2 GHz         | 3.1 GHz         | 15 W | 600 MHz / 9.5 W | 300 MHz             | 1 GHz               | 4 MB     | Q1 2015       | $426        |
| Mainstream     | 2(4)            | Core i7                      | 5600U                        | HD 5500     | 2.6 GHz        | 3.2 GHz         | 3.1 GHz         | 15 W | 600 MHz / 7.5 W | 300 MHz             | 950 MHz             | 4 MB     | Q1 2015       | $393        |
| Mainstream     | 2(4)            | Core i7                      | 5557U                        | Iris 6100   | 3.1 GHz        | 3.4 GHz         | 3.4 GHz         | 28 W | N/A / 23 W      | 300 MHz             | 1.1 GHz             | 4 MB     | Q1 2015       | $426        |
| Mainstream     | 2(4)            | Core i7                      | 5550U                        | HD 6000     | 2.0 GHz        | 3.0 GHz         | 2.9 GHz         | 15 W | 600 MHz / 9.5 W | 300 MHz             | 1 GHz               | 4 MB     | Q1 2015       | $426        |
| Mainstream     | 2(4)            | Core i7                      | 5500U                        | HD 5500     | 2.4 GHz        | 3.0 GHz         | 2.9 GHz         | 15 W | 600 MHz / 7.5 W | 300 MHz             | 950 MHz             | 4 MB     | Q1 2015       | $393        |
| Mainstream     | 2(4)            | Core i5                      | 5350U                        | HD 6000     | 1.8 GHz        | 2.9 GHz         | 2.7 GHz         | 15 W | 600 MHz / 9.5 W | 300 MHz             | 1 GHz               | 3 MB     | Q1 2015       | $315        |
| Mainstream     | 2(4)            | Core i5                      | 5300U                        | HD 5500     | 2.3 GHz        | 2.9 GHz         | 2.7 GHz         | 15 W | 600 MHz / 7.5 W | 300 MHz             | 900 MHz             | 3 MB     | Q1 2015       | $281        |
| Mainstream     | 2(4)            | Core i5                      | 5287U                        | Iris 6100   | 2.9 GHz        | 3.3 GHz         | 3.3 GHz         | 28 W | 600 MHz / 23 W  | 300 MHz             | 1.1 GHz             | 3 MB     | Q1 2015       | $315        |
| Mainstream     | 2(4)            | Core i5                      | 5257U                        | Iris 6100   | 2.7 GHz        | 3.1 GHz         | 3.1 GHz         | 28 W | 600 MHz / 23 W  | 300 MHz             | 1.05 GHz            | 3 MB     | Q1 2015       | $315        |
| Mainstream     | 2(4)            | Core i5                      | 5250U                        | HD 6000     | 1.6 GHz        | 2.7 GHz         | 2.5 GHz         | 15 W | 600 MHz / 9.5 W | 300 MHz             | 950 MHz             | 3 MB     | Q1 2015       | $315        |
| Mainstream     | 2(4)            | Core i5                      | 5200U                        | HD 5500     | 2.2 GHz        | 2.7 GHz         | 2.5 GHz         | 15 W | 600 MHz / 7.5 W | 300 MHz             | 900 MHz             | 3 MB     | February 2015 | $281        |
| Mainstream     | 2(4)            | Core i3                      | 5157U                        | Iris 6100   | 2.5 GHz        | —               | —               | 28 W | 600 MHz / 23 W  | 300 MHz             | 1 GHz               | 3 MB     | January 2015  | $315        |
| Mainstream     | 2(4)            | Core i3                      | 5020U                        | HD 5500     | 2.2 GHz        | —               | —               | 15 W | 600 MHz / 10 W  | 300 MHz             | 900 MHz             | 3 MB     | March 2015    | $281        |
| Mainstream     | 2(4)            | Core i3                      | 5015U                        | HD 5500     | 2.1 GHz        | —               | —               | 15 W | 600 MHz / 10 W  | 300 MHz             | 850 MHz             | 3 MB     | March 2015    | $275        |
| Mainstream     | 2(4)            | Core i3                      | 5010U                        | HD 5500     | 2.1 GHz        | —               | —               | 15 W | 600 MHz / 10 W  | 300 MHz             | 900 MHz             | 3 MB     | January 2015  | $281        |
| Mainstream     | 2(4)            | Core i3                      | 5005U                        | HD 5500     | 2.0 GHz        | —               | —               | 15 W | 600 MHz / 10 W  | 300 MHz             | 850 MHz             | 3 MB     | January 2015  | $275        |
| Mainstream     | 2(4)            | Pentium                      | 3825U                        | HD Graphics | 1.9 GHz        | —               | —               | 15 W | 600 MHz / 10 W  | 300 MHz             | 850 MHz             | 2 MB     | March 2015    |             |
| Mainstream     | 2(2)            | Pentium                      | 3805U                        | HD Graphics | 1.9 GHz        | —               | —               | 15 W | 600 MHz / 10 W  | 100 MHz             | 800 MHz             | 2 MB     | Q1 2015       | $161        |
| Mainstream     | 2(2)            | Celeron                      | 3755U                        | HD Graphics | 1.7 GHz        | —               | —               | 15 W | 600 MHz / 10 W  | 100 MHz             | 800 MHz             | 2 MB     | Q1 2015       | $107        |
| Mainstream     | 2(2)            | Celeron                      | 3205U                        | HD Graphics | 1.5 GHz        | —               | —               | 15 W | 600 MHz / 10 W  | 100 MHz             | 800 MHz             | 2 MB     | Q1 2015       | $107        |

| Target segment | Cores (Threads) | Processor Branding & Model | Processor Branding & Model | GPU Model     | Programmable TDP:69–72 | Programmable TDP:69–72 | Programmable TDP:69–72 | Programmable TDP:69–72 | CPU Turbo | Graphics Clock rate | Graphics Clock rate | L3 Cache | GPU eDRAM | Release Date          | Price (USD) |
| Target segment | Cores (Threads) | Processor Branding & Model | Processor Branding & Model | GPU Model     | SDP:71                 | cTDP down[a]           | Nominal TDP[b]         | cTDP up[c]             | 1-core    | Normal              | Turbo               | L3 Cache | GPU eDRAM | Release Date          | Price (USD) |
| -------------- | --------------- | -------------------------- | -------------------------- | ------------- | ---------------------- | ---------------------- | ---------------------- | ---------------------- | --------- | ------------------- | ------------------- | -------- | --------- | --------------------- | ----------- |
| Mainstream     | 2 (4)           | Core M (vPro)              | 5Y71                       | HD 5300 (GT2) | 3.5 W                  | 3.5 W / 600 MHz        | 4.5 W / 1.2 GHz        | 6 W / 1.4 GHz          | 2.9 GHz   | 300 MHz             | 900 MHz             | 4 MB     | —         | 27 de outubro de 2014 | $281        |
| Mainstream     | 2 (4)           | Core M (vPro)              | 5Y70                       | HD 5300 (GT2) | —                      | —                      | 4.5 W / 1.1 GHz        | —                      | 2.6 GHz   | 100 MHz             | 850 MHz             | 4 MB     | —         | 5 de setembro de 2014 | $281        |
| Mainstream     | 2 (4)           | Core M                     | 5Y51                       | HD 5300 (GT2) | 3.5 W                  | 3.5 W / 600 MHz        | 4.5 W / 1.1 GHz        | 6 W / 1.3 GHz          | 2.6 GHz   | 300 MHz             | 900 MHz             | 4 MB     | —         | 27 de outubro de 2014 | $281        |
| Mainstream     | 2 (4)           | Core M                     | 5Y31                       | HD 5300 (GT2) | 3.5 W                  | 3.5 W / 600 MHz        | 4.5 W / 900 MHz        | 6 W / 1.1 GHz          | 2.4 GHz   | 300 MHz             | 850 MHz             | 4 MB     | —         | 27 de outubro de 2014 | $281        |
| Mainstream     | 2 (4)           | Core M                     | 5Y10c                      | HD 5300 (GT2) | 3.5 W                  | 3.5 W / 600 MHz        | 4.5 W / 800 MHz        | 6 W / 1 GHz            | 2.0 GHz   | 300 MHz             | 800 MHz             | 4 MB     | —         | 27 de outubro de 2014 | $281        |
| Mainstream     | 2 (4)           | Core M                     | 5Y10a                      | HD 5300 (GT2) | —                      | —                      | 4.5 W / 800 MHz        | —                      | 2.0 GHz   | 100 MHz             | 800 MHz             | 4 MB     | —         | 5 de setembro de 2014 | $281        |
| Mainstream     | 2 (4)           | Core M                     | 5Y10                       | HD 5300 (GT2) | —                      | 4 W / ? MHz            | 4.5 W / 800 MHz        | —                      | 2.0 GHz   | 100 MHz             | 800 MHz             | 4 MB     | —         | 5 de setembro de 2014 | $281        |

1. Quando um cooler ou um modo silencioso de operação é desejado, este modo permite um TDP menor e frequência reduzida quanto ao modo nominal.[18]:71–72
2. Esta é a frequência e o TDP do processador.[18]:71–72
3. Quando refrigeramento extra está disponível, este modo especifica um TDP maior e uma frequência mais elevada quanto ao modo nominal.[18]:71–72

### Processadores de Servidores
| Target segment | Cores (threads) | Processor branding and model | Processor branding and model | GPU model | Base frequency | Turbo frequency | Turbo frequency | TDP  | Socket     | Memory | Memory  | L3 cache | Release date | Price (USD) |
| Target segment | Cores (threads) | Processor branding and model | Processor branding and model | GPU model | Base frequency | Single core     | All cores       | TDP  | Socket     | Type   | Channel | L3 cache | Release date | Price (USD) |
| -------------- | --------------- | ---------------------------- | ---------------------------- | --------- | -------------- | --------------- | --------------- | ---- | ---------- | ------ | ------- | -------- | ------------ | ----------- |
| SoC server     | 8 (16)          | Xeon D                       | D-1540                       | —         | 2 GHz          | —               | 2.6 GHz         | 45 W | FCBGA 1667 | DDR4   | Dual    | 12 MB    | Q1 2015      | $581        |
| SoC server     | 4 (8)           | Xeon D                       | D-1520                       | —         | 2.2 GHz        | —               | 2.6 GHz         | 45 W | FCBGA 1667 | DDR4   | Dual    | 6 MB     | Q1 2015      | $199        |

## Roadmap e História
No dia 10 de setembro de 2013, a Intel anunciou o processador Broadwell, de 14 nm, em uma demonstração na IDF. Brian Krzanich, CEO da Intel, afirmou que o chip iria permitir sistemas com uma melhora de 30 por cento no gerenciamento de energia do que seus antecessores, anunciados no meio de 2013. Krzanich também afirmou que os chips iriam ser lançados no final de 2013. No entanto, o lançamento foi atrasado devido aos baixos rendimentos dos processos de 14 nm da Intel.
 Em 21 de outubro de 2013, um vazamento da Intel indicou que a série K do Broadwell, na plataforma LGA 1150, estava marcado para final de 2014 ou início de 2015, em paralelo com uma atualização do Haswell. Isto coincidiu com o lançamento dos chipsets 9-series da Intel, que seriam requeridos pelos processadores Broadwell devido à uma mudança nas especificações de energia do seu soquete LGA 1150.
 No dia 18 de maio de 2014, Reuters citou o CEO da Intel, prometendo que PCs contendo o chip Broadwell estariam nas prateleiras até a época do natal, mas provavelmente não mais cedo.
CPUs Mobile eram esperadas até o quarto trimestre de 2014, e as CPU quad-core, de alta performance, em 2015. As CPUs Mobile se beneficiaram de um consumo menor de energia para o chip.
No dia 18 de junho de 2014, a Intel contou à CNET que, apesar de alguns produtos específicos, baseados no Broadwell, estariam sendo vendidos no quarto trimestre de 2014, "maior variedade" (incluindo CPUs Mobile) só estariam liberadas em 2015.
Em julho de 2014, CPUs Broadwell estavam disponíveis para parceiros da Intel em quantidades de exemplo. A Intel esperava lançar 17 microprocessadores Broadwell da família series U na CES 2015. Também, de acordo com um vazamento postado na vr-zone, chips Broadwell-E estariam disponíveis em 2016.
No dia 11 de agosto de 2014, a Intel revelou formalmente o seu processo de manufaturamento da arquitetura 14 nm, que é usado para o Broadwell, e indicou que as variantes mobile do processo serão conhecidas como Core M. Adicionalmente, Core M foram anunciados para lançamento até o final de 2014, com variantes desktop sendo lançadas logo após.

### Lançamentos
Em 5 de setembro de 2014, a Intel lançou seus três primeiros processadores baseados no Broadwell que pertenciam à uma família Core M de TDP reduzido: Core M 5Y10, Core M 5Y10a e Core M 5Y70.
 Em 9 de outubro de 2014, o primeiro laptop com o chip Intel Broadwell Core M 5Y70, o Lenovo Yoga 3 Pro, foi lançado.
Em 31 de outubro de 2014, mais quatro CPUs baseados no Broadwell foram lançadas, pertencendo à família Core M, aumentando número de CPUs Broadwell para sete.